# Giovanni Battista Angelini
Giovanni Battista Angelini (Strozza, dicembre 1690 – Bergamo, gennaio 1767) è stato uno storico italiano.

## Biografia
L'Angelini fu un sacerdote con una buona capacità di scrittura, scrisse poemi, poesie in latino, e prediche su commissione. Dedicò la sua vita allo studio della storia attraverso la ricerca di documenti e pergamene antiche sia pubbliche che private, cosa che non dovette essergli difficile essendo per anni nominato cappellano dei rettori veneti stanziatisi a Bergamo.
Tra le sue pubblicazioni risulta del 1724 La descrizione dell'uccellare col roccolo: composta e dedicata al genio de' bergamaschi ed alla curiosità de' forestieri,  una descrizione pratica sull'Uccellagione con il roccolo, nel 1741 un saggio contro l'uso del ciao definito saluto  schiavo; nel 1739 uno studio sopra il provedersi la panatica indirizzato alle necessità della vita, nonché un vocabolario tematico bergamasco-latino-italiano.
Fu autore dell'opera Della storia di Bergamo, la più importante ricostruzione storica della città di Bergamo, anche se in gran parte perduta. Fu inoltre autore del poema Bergamo descritto probabilmente scritto nel 1720 e che venne pubblicato solo nel 2002 a cura dell'Ateneo di scienze lettere ed Arti di Bergamo e del Catalogo cronologico dei rettori di Bergamo (1742). Ha scritto inoltre un ampio vocabolario trilingue bergamasco-italiano-latino.